# Isla de La Toja
La isla de La Toja, también llamada La Toja Grande, Loujo o Los Baños de Loujo (en gallego y oficialmente Illa da Toxa, Illa da Toxa Grande o Illa de Louxo[cita requerida]) es una isla española perteneciente a la provincia de Pontevedra, en Galicia. Está situada al este de la villa de El Grove, con la que está unida por un puente decimonónico. Posee un núcleo de población llamado Isla de La Toja, perteneciente a la parroquia de San Martín, que contaba con 83 habitantes empadronados en 2022. Tiene una superficie de 110 hectáreas.

## Denominación

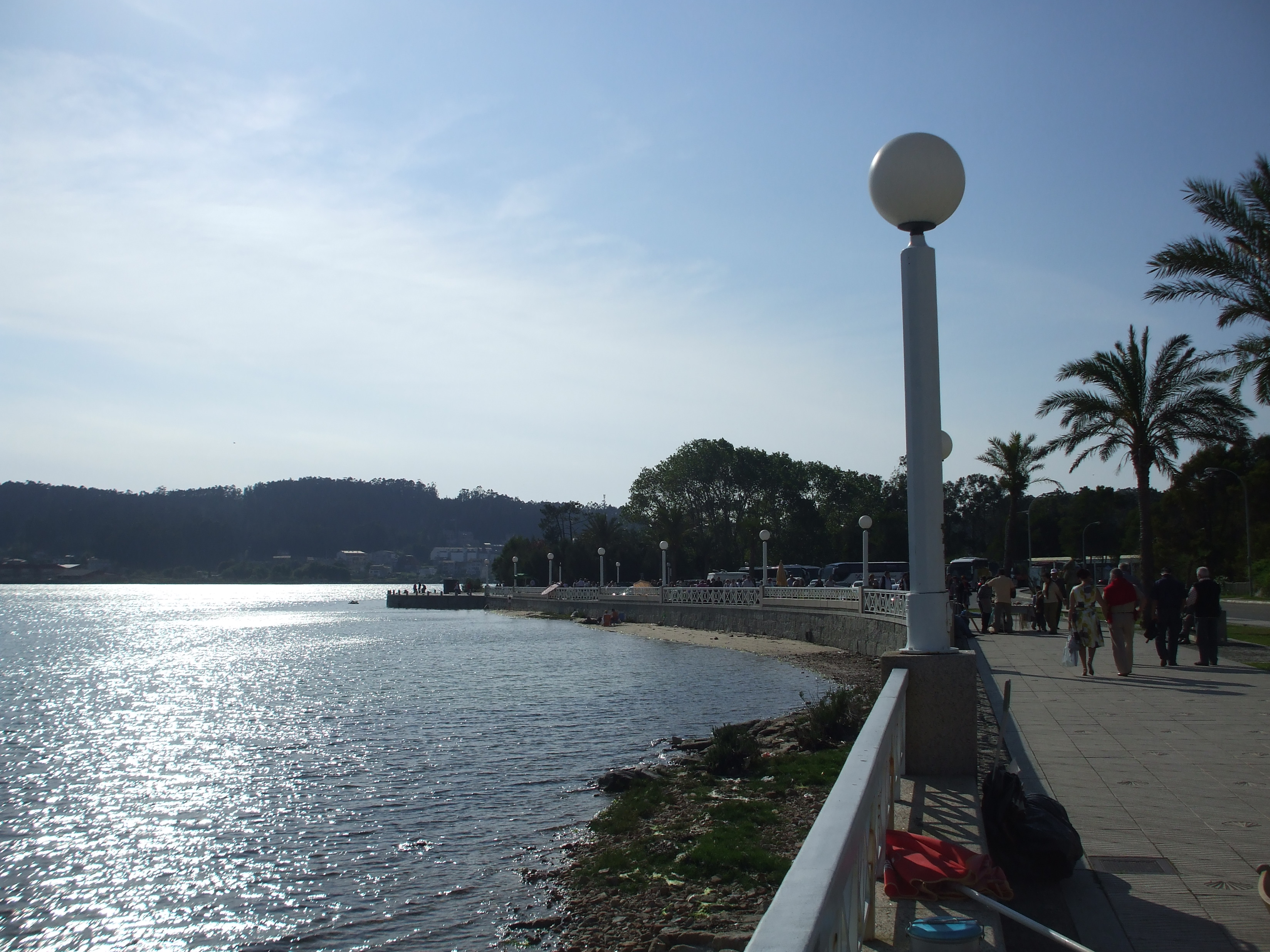
Isla de La Toja.

La isla recibe tradicionalmente las denominaciones nativas gallegas de illa de Louxo o illa da Toxa Grande; este último topónimo cuajó para diferenciar el nombre de esta isla del de la Isla de La Toja Pequeña (illa da Toxa Pequena), la cual se sitúa a unos cien metros al este de La Toja Grande. Solo muy recientemente se comenzó a utilizar la forma A Toxa sin el modificador Grande.[cita requerida] Sin embargo, illa de Louxo es la denominación que se ve más tempranamente en la documentación antigua,[cita requerida] y la única usada hasta hace poco por los nativos de la villa de El Grove.[cita requerida]

## Etimología
El topónimo Toja se viene explicando como un hidrónimo prerromano derivado de la base indoeuropea *Tŭg-, concretamente de una forma *Tŭgia 'lugar fangoso', en referencia a los lodos terapéuticos de las fuentes termales que caracterizan a la isla de La Toja.
Semejante referencia esconde la etimología de Louxo, el otro nombre de la isla, que ya desde mediados del siglo XX se deriva de Lausio, de la raíz indoeuropea *leu-, *lau- 'lavar, lavarse', referido a sus viejísimas fuentes termales balnearias.

## Historia
Durante siglos fue utilizada por los vecinos de El Grove como lugar de pastoreo de su ganado (al que transportaban en barcas) y también para sus tareas agrícolas. Pero a raíz del redescubrimiento en el siglo XIX de sus fangos termales (de donde toma el nombre A Toxa) y aguas medicinales (de donde toma el nombre Louxo) pasó a ser de propiedad privada para explotar sus bienes termales, construyéndose el antiguo balneario que trajo consigo un aumento espectacular del turismo y el nacimiento de otras dotaciones.
En 1989 la isla acogió la reunión anual del Grupo Bilderberg que reúne a personalidades de élites políticas y financieras de todo el mundo.

## Centro termal
Se trata de una de las islas más conocidas de Galicia debido a ser un centro termal, de ocio y turístico: cuenta con balnearios, antiguas fábricas de jabones y cosméticos, hoteles de lujo, centro de congresos, casino, campo de golf privado, puerto deportivo privado, urbanizaciones privadas, un centro comercial y otros establecimientos. Sin embargo el centro de la isla todavía conserva virgen un denso pinar. Así la isla está repartida en: 32 hectáreas de urbanizaciones privadas (su parte sur y los flancos orientales y occidentales), 25 hectáreas de campo de golf de uso privado (toda su parte norte) y 25 de pinar virgen (en el centro de la isla).

## Ermita

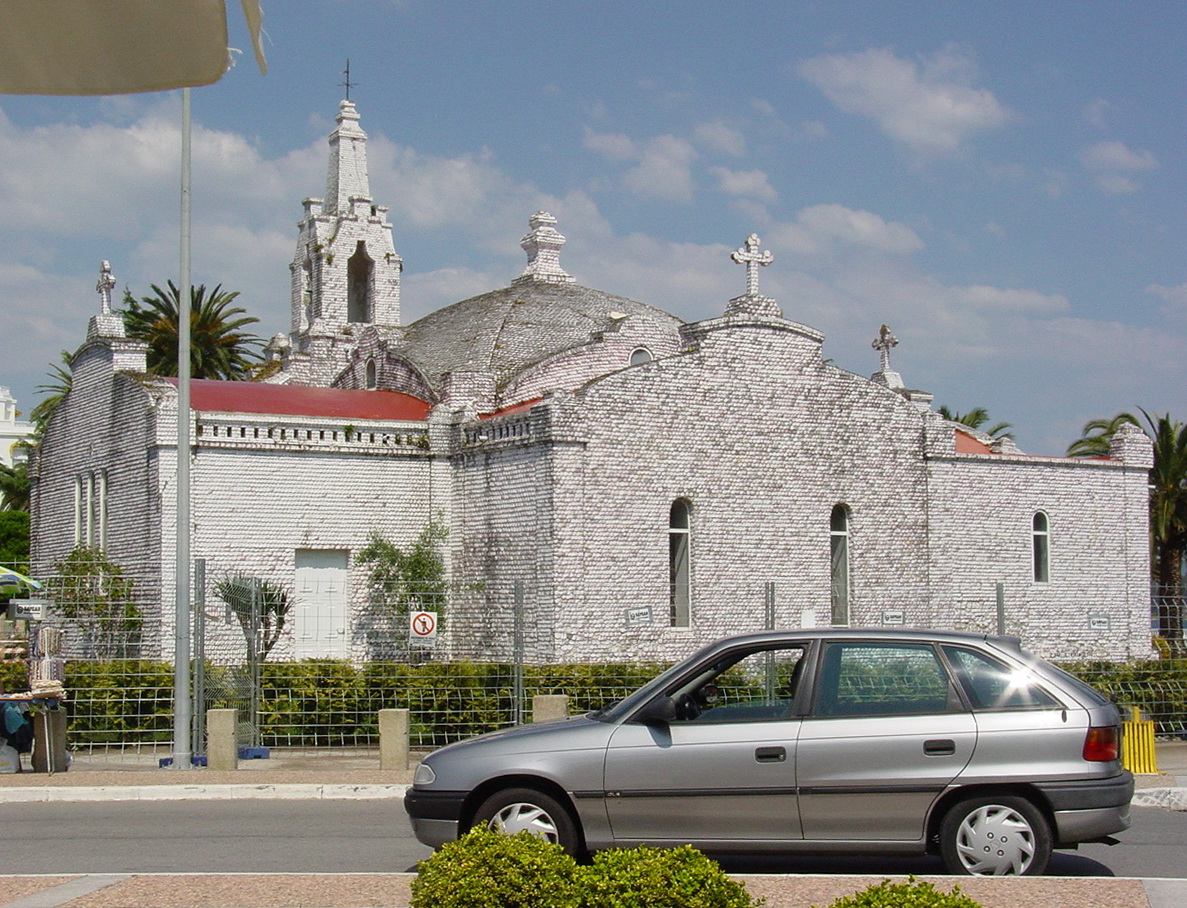
Ermita de San Sebastián

Posee una característica ermita consagrada a san Caralampio y la Virgen del Carmen, cuya planta original data del siglo XII, recubierta hoy completamente de conchas de vieira.

## Turismo
En esta isla se ofrecen varias opciones de ocio, entre ellas la de montar en barco por la ría. Los barcos son catamaranes que disponen de un vidrio especial en las quillas para que la fauna marina sea visible, en el itinerario se visita una batea y se explica su funcionamiento para cultivar el mejillón.